# Forme (art martial)
Pour les articles homonymes, voir Forme.

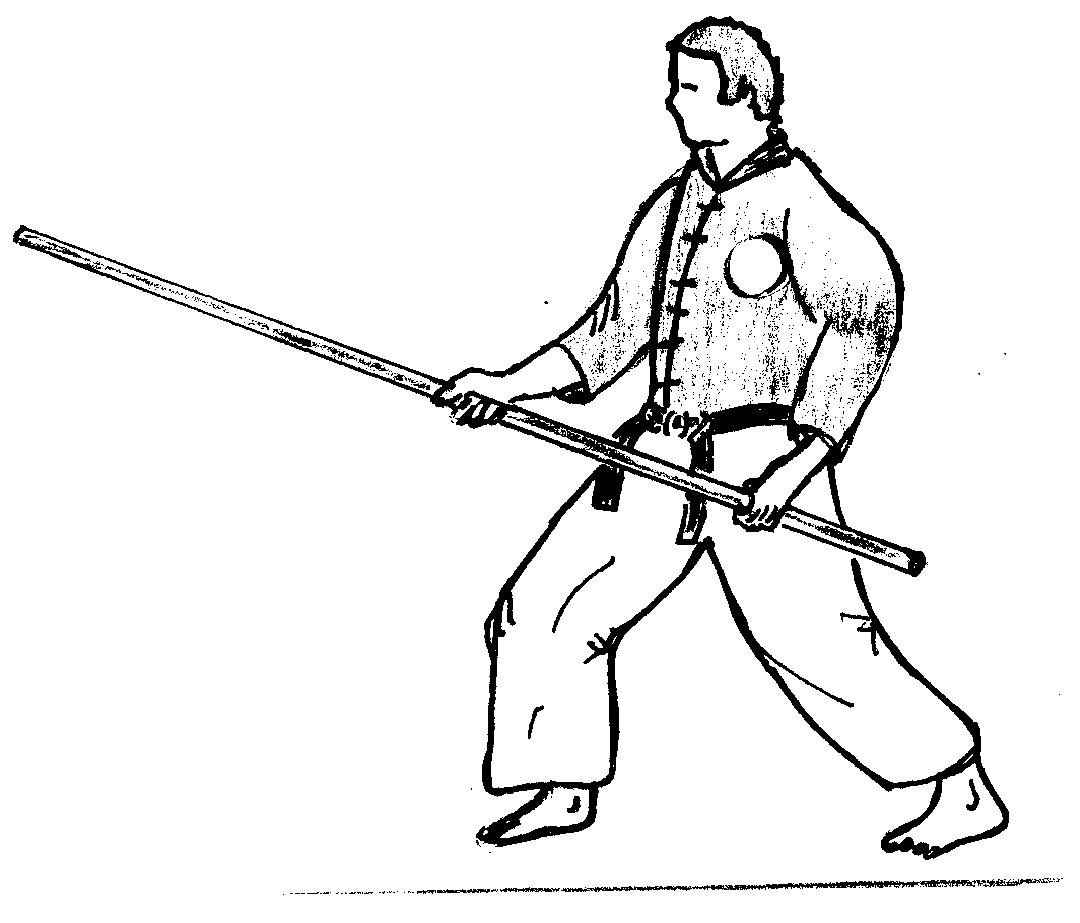
Forme technique ancestrale : ici une technique avec bâton long en Banshay (art martial birman)

Une forme est dans les arts martiaux et sports de combat une séquence de techniques réalisée dans le vide, avec ou sans armes, dont le déroulement reproduit un schéma de combat prédéterminé contre un ou plusieurs adversaires imaginaires. Cet enchaînement gestuel peut être exécuté en solo ou avec un partenaire simulant l’opposition. 

## Autres termes
- Kata, forme dans les arts martiaux japonais
- Taolu, forme dans les arts martiaux chinois
- Poumsé (ou hyeong ou teul), forme dans les arts martiaux coréens
- Aka, forme dans les arts martiaux birmans
- Quyen, forme dans les arts martiaux vietnamiens
- musical forms, dans le karaté artistique
- Jurus, dans les arts martiaux indonésiens

## Sources
- D.F.Draeger and R.W.Smith, Comprehensive Asian Fighting arts, Ed. Kodansha, Tokyo, 1969
- Gabrielle et Roland Habersetzer, Encyclopédie des arts martiaux de l'Extrême-Orient, Ed. Amphora, Paris, 2000